# Cuchillazo
Cuchillazo es una banda de rock peruano, fundada por Nicolás Duarte en 2002 en Barranco, Lima. A lo largo de su historia han cosechado varios hitos, entre los más destacados se encuentra compartir escenario con la banda sueca The Hives y apariciones junto a bandas como A.N.I.M.A.L., Sepultura y Puddle of Mudd.
También son ampliamente conocidos por haber sido parte de las bandas sonoras de afamadas series de la TV peruana como Misterio y La Gran Sangre.

## Historia

### Primera etapa
La primera producción "Cuchillazo" (2003) fue una grabación improvisada de canciones compuestas por Nicolás Duarte, para lo que convocó a Capi Baigorria en la batería. La grabación se hizo con muy pocos micros y lo que se buscaba en realidad era registrar unos demos que Nicolás no estaba seguro de incluir en la próxima producción de Camarón Jackson, su proyecto anterior. Nicolás cantaba las canciones y le indicaba a Capi las partes, él a su vez definía el ritmo y las estructuras se iban dando según improvisaban, sin saber que lo que hacían se convertiría en el primer disco de Cuchillazo. Incluso en algunas canciones se llega a escuchar la voz guía de Nicolás que se colaba por los micros de la batería, cantando y avisando las partes. Posteriormente Nicolás grabó las voces oficiales sobre esas pistas y meses más tarde Capi Baigorria convocó a su habitual compañero musical Rafael Otero, con quien ya había tocado en las bandas El Berde Borde y la Mula, para que complete el disco incluyendo las pistas de bajo. Esta primera producción incluyó los temas "Escribir Todo De Nuevo" y "Colgado". 
En el 2004 se produjo el segundo disco "Días Negros" , nuevamente las canciones fueron compuestas y escritas por Nicolás Duarte (menos Kenecio, poema de Kenneth Obrien), incluyendo temas como "Máquina", "Tapla" y "Granjero Infame". Para el 2005, la música de la banda llegó a nivel nacional gracias a la inclusión de algunos de sus temas en la banda sonora de la miniserie televisiva 'Misterio', destacando "Máquina" como la principal.
En el 2006 se comenzó a producir el "Tecno-Furia", con un nuevo sonido mucho más pesado y agresivo, para lo cual afinaron las cuerdas en Do sostenido. Este material solo se distribuyó parcialmente (5 temas) a través de la página web de Capi Baigorria (lamula.com)para su descarga libre, antes de que la banda se disolviera momentáneamente por desacuerdos entre Rafel y Capi. Esta primera entrega del disco incluyó temas como "Munición" y "El Ojo". La banda volvió para algunas presentaciones en vivo durante los años 2008, 2009 y 2010.

### Retorno a los escenarios
En el 2011 regresa a la actividad y en el 2012 se edita finalmente la versión completa de "Tecno-Furia" con motivo de los 10 años de historia de Cuchillazo. Aunque la mayoría de canciones fueron compuestas por Nicolás, Capi empezó a escribir y componer temas y también Rafael se involucró con la composición. Otero se encargó de grabarlo entre el 2006 y el 2011 en el Estudio Descabellado, Capi Baigorria hizo la mezcla, la masterización y el arte gráfico del disco y la producción fue hecha enteramente por Cuchillazo. Se presentó el viernes 16 de marzo del 2012 en el Etnias Bar Cultural (Centro de Lima) invitando a las bandas El Hombre Misterioso y Cocaína.
Posteriormente la banda grabó el 7 de junio de 2012 un álbum doble en vivo con los 32 temas de sus tres primeros discos: "Destruir Todo De Nuevo". Este álbum fue presentado oficialmente en Tabu Club, Arequipa el 18 de mayo de 2013 y el 25 de mayo en La Kasa sin Miedo, Lima. Acompañando a Cuchillazo estuvieron en el escenario las bandas SUDA, El Hombre Misterioso y Los Mortero.
En ese mismo año fueron teloneros de la banda The Hives, en su visita al Perú, fueron elegidos por la misma banda para abrir su presentación.
En el festival "Vivo x el Rock 6" del 2015,  causaron un gran revuelo y se viralizaron videos gracias a la sorprendente respuesta del público del festival, incluyendo la icónica imagen de un fan en silla de ruedas levantado por el público.
En el año 2015 y luego de varios años sin haber entrado al estudio a grabar nuevas canciones, editan el álbum "Recaer", que salió a la venta el 16 de diciembre. La gran mayoría de los temas fueron rescatados de grabaciones de ensayos e improvisaciones de la banda durante los años 2012 y 2014 por Nicolás Duarte, quien escribió gran parte de las letras y sumo canciones compuestas por él en el pasado, como "Alacran" o "Kisse Lukas". Capi escribió también algunas canciones para el disco, sobre la música que la banda iba creando al repasar estas grabaciones, como "Mal Enterrado". También trajo composiciones propias como "Vendedor de Anacondas", compuesta originalmente para su banda anterior La Mula. Este proceso de composición fue algo nuevo para la banda y generó una nueva dinámica de trabajo que continuaría en su siguiente trabajo. El disco fue grabado en el estudio Descabellado, masterizado por Aldo Gilardi en Hitmakers Studio y mezclado y producido por Capi Baigorria. El sonido general del disco recuerda un poco a todos sus trabajos anteriores, incluso el primer disco. La edición y distribución del disco estuvo a cargo de Cósmica Discos.
El disco generó una total expectativa entre sus seguidores al punto de ser nominado a los Premios Luces 2015 del diario El Comercio (el más importante del país), como el mejor disco de rock del año. Destacan temas como "Recaer", "El Baile de los Muertos" y "Como Una Mula"
En el año 2017 la banda grabó y editó un disco acústico en vivo llamado “Bestia Acústica”, A raíz de su participación en el programa de TV el Jammin’ Acústico.
El año 2019, la banda volvió a los estudios para grabar su siguiente disco, Atravesando Muros. Un trabajo que no pudo ser presentado en vivo debido a la pandemia de la COVID-19.

### Internacionalización
En su primera salida del país, la banda Cuchillazo participó en el domingo 26 de febrero de Cosquín Rock, uno de los principales festivales musicales de Argentina. Década y media después y cinco discos lanzados, el grupo estuvo próximo a cruzar las fronteras por primera vez y lo hizo para tocar en Cosquín Rock 2017. Duarte, quien ha viajado con La Mente al extranjero, indicó que este tipo de eventos sirven como vitrina para mostrar su propuesta a un público diferente, también para concretar el lanzamiento de su material discográfico en el extranjero.
“Estamos muy contentos porque nos han invitado al festival CosquÍn Rock de Argentina, en Córdoba. Me parece que es la primera vez que toca una banda de rock peruana allá, estamos bastante honrados de que nos haya escogido José Palazzo que es el organizador del festival”, dijo Rafael Otero a la emisora RPP Noticias.
Por su parte Capi Baigorria manifestó que sería una nueva experiencia para la agrupación. “Esta invitación nos sorprende en medio de una manera de trabajar nuestra que ha sido siempre mirando a nuestro público local, hablándole del Perú, de Lima y de nuestra realidad a nuestra propia gente”, declaró. “No sabemos bien que música vamos a llevar porque nos han puesto en un escenario "temático reggae" y aquí en el Perú Cuchillazo no es conocida como una banda reggae, pero nos alegra y nos motiva que nos hayan escogido”, añadió.
Pero el viaje tuvo sus dificultades, los intérpretes no contaban con el presupuesto necesario para llegar a Córdoba, donde se realizaría el concierto. Por eso pidieron ayuda a sus fans, quienes ayudaron a la banda a través de un crowdfunding.
Además tuvieron presentaciones en el "Macadam Bar", de Córdoba, el viernes 24 de febrero y en el "Niceto Club", de Buenos Aires, el martes 28 de febrero junto con Tick Topper y Knei

### Separación
El 16 de febrero de 2021, el grupo anunció en su página de Facebook la disolución de su formación original. La publicación decía: "Queridas bestias, después de 20 años de andar el mismo camino, hemos decidido tomar rumbos musicales diferentes. Nuestra amistad queda incólume y es eterna. Dejamos como huella 7 discos y los recuerdos de tantos conciertos junto a ustedes. Gracias por tanto".

### Regreso y Nueva Alineación
El 17 de febrero de 2023, se cuelga en el canal oficial de Youtube del baterista del grupo Capi Baigorria, un ensayo de la banda presentando a un músico invitado, Hugo Vecco, ex-guitarrista de las bandas Huelga de Hambre, Chabelos y Red Moskito (Tributo Peruano a Pearl Jam), quien meses después sería anunciado como nuevo integrante de la banda, esto marcaría la salida de Nicolás Duarte para enrumbarse en su carrera solista. En la descripción del video se encontraba el siguiente mensaje:
'"En agosto de 2020 nuestro compañero y hermano Nicolás Duarte tomó la decisión de dejar Cuchillazo para emprender nuevos proyectos. Agradecidos por haber compartido tantos momentos increíbles juntos, cerramos una etapa de 20 años de rock bestial. Hoy, casi 3 años después, nuestro gran amigo Hugo Vecco, ex guitarrista de Huelga de Hambre, nos regala el tremendo gusto de tocar con nosotros un par de canciones que extrañábamos mucho y que no son nuestras, sino de todos ustedes, queridas Bestias"'
El regreso de la banda con su nueva alineación se dio lugar el sábado 3 de junio de 2023, en el evento EMPEZAMOS DE NUEVO en el Centro de Convenciones Festiva. 

## Miembros
- Capi Baigorria - Batería y voz.
- Rafael Otero - Bajo y coros.
- Adrián del Águila - Guitarra, voz y coros.

## Miembros Antiguos
- Nicolás Duarte Soldevilla (fundador, guitarra y voz) (2002-2006, 2011-2020).
- Miguel Tuesta (Bajo, músico en vivo) (2002-2005).
- César Zamalloa (Bajo, músico en vivo) (2002).
- Hugo Vecco (guitarra y coros).

## Discografía

### Álbumes
- Cuchillazo - 2003
- Días negros - 2004
- Tecno-furia - 2006; 2012 (reedición)
- Recaer - 2015
- Atravesando muros - 2019

### Álbumes en vivo
- Destruir todo de nuevo - 2013
- Bestia Acústica - 2017